# Sanford Meisner
Sanford Meisner (født 31. august 1905, død 2. februar 1997) var en amerikansk skuespiller og underviser. Han var sammen med Lee Strasberg og Stella Adler en af de tre mest betydelige undervisere i skuespilteknik i det 20. århundrede efter russeren Konstantin Stanislavskij. På skolen Neighborhood Playhouse i New York udviklede Sanford Meisner en lang række nye metoder til at øge skuespillerens evne til at virke overbevisende og troværdig. Hans definition på hvad godt skuespil er, har vundet hævd selv blandt hans modstandere: Acting is living truthfully under imaginary circumstances. ('Skuespil er at leve sandfærdigt under opdigtede omstændigheder')
Blandt hans tusindvis af elever kan nævnes Steve McQueen, Susan Sarandon, Sydney Pollack og Robert Duvall.